# Villadia laxa
Villadia laxa là một loài thực vật có hoa trong họ Crassulaceae. Loài này được Moran & C.H. Uhl miêu tả khoa học đầu tiên.